# Медягино
Медягино — село в Ярославском районе Ярославской области России.
В рамках организации местного самоуправления входит в Кузнечихинское сельское поселение; в рамках административно-территориального устройства включается в Кузнечихинский сельский округ.

## География
Расположено в 13 км к северу от центра города Ярославль.
В 6 км к юго-западу находится центр Кузнечихинского сельского поселения — деревня Кузнечиха.

## История
До 1777 года село входило в состав Городского стана Ярославского уезда. В 1678 году в нём была деревянная церковь Архангела Михаила, 3 жилых крестьянских двора, в которых проживали 11 человек мужского пола, дворы священника и дьяка, а также двор вотчинника. В то время село принадлежала боярину князю Фёдору Фёдоровичу Куракину.
В 1765 году на средства прихожан в селе был построен каменный храм, освящённый в честь Казанской иконы Божией Матери, с приделами во имя Архангела Михаила и Николая Чудотворца.
С 1777 года — в составе Ярославского уезда Ярославского наместничества, затем Ярославской губернии.
В конце XIX века в селе была открыта земская школа, в 1908 году — библиотека при ней.
В конце XIX — начале XX века село входило в состав Сереновской волости. С 1929 года село являлось центром Медягинского сельсовета Ярославского района, с 1954 года — в составе Кузнечихинского сельсовета, с 2005 года — в составе Кузнечихинского сельского поселения.
В советское время храм был разрушен; на его месте построили клуб, на месте кладбища устроили танцплощадку.

## Население
В 1908 году в селе проживали 411 человек.
| 1859 | 2007 | 2010 |
| ---- | ---- | ---- |
| 293  | ↗662 | ↘570 |

## Инфраструктура
В селе имеются Медягинская основная школа (открыта в 1977 году), детский сад, дом культуры, фельдшерско-акушерский пункт (филиал Ярославской центральной районной больницы), отделение почтовой связи.

## Достопримечательности
- Памятник погибшим воинам-землякам в годы Великой Отечественной войны[11].